# ドキュメント太平洋戦争
ドキュメント太平洋戦争（ドキュメントたいへいようせんそう）とは、1992年（平成4年）12月から1993年（平成5年）8月にかけて『NHKスペシャル』枠で放送された、太平洋戦争をテーマにしたドキュメンタリー番組。全6回。

## 概要
戦争をテーマにした日本の作品は、主に庶民や下級兵士にスポットを当てた情緒的作品が多い。
それに対して当番組は「なぜ日本は太平洋戦争に敗れたのか？」「現代日本は戦争の教訓から学んでいるのか？」をテーマに、日本軍の戦略・戦術、用兵思想、兵器開発思想、組織文化、戦争・作戦指導、大日本帝国政府の外交戦略を、膨大な資料の綿密なリサーチと分析を元に取り上げ、日本の敗因と現代に通じる教訓を導き出そうとする内容になっている。
当番組の第4集「責任なき戦場」は、第31回（1993年度）ギャラクシー賞（テレビ部門）奨励賞・平成5年度文化庁芸術作品賞を受賞した。

## 出演
- キャスター：山本肇
- 語り：長谷川勝彦

このほか、第1集に多大な協力をした大井篤をはじめ、題材となる出来事に直接関わった多くの元軍人・外交官・兵士が、ビデオ撮影の形で登場・取材に協力している。その中には、放映から10年以内に死去した人物も少なくなく、貴重な証言映像となった。

## 放送内容・日時（総合テレビ）
第1集「大日本帝国のアキレス腱 〜太平洋シーレーン作戦〜」（1992年12月6日）
- 開戦冒頭の勝利で、思わぬ広大な勢力圏を手中にしたものの、戦争指導者が補給・輸送・海上護衛に無関心で、充分な輸送船舶や護衛艦艇を用意していなかった、あるいは国力上出来なかった点にスポットを当て、明確な目的もなく漫然と戦線を拡大していった大本営の無能と、その結果として通商破壊で商船の撃沈が相次いた悲劇を描く。

第2集「敵を知らず己を知らず 〜ガダルカナル〜」（1993年1月10日）
- 太平洋戦争最大の激戦地であるガダルカナル島の戦いを軸に、自らの実力と敵国の分析に積極的だったアメリカ軍と、全く無関心で日露戦争と同じ用兵思想で、精神論から脱却出来なかった大日本帝国陸軍との比較を通して、ノモンハン事件と同じ失敗を何度も繰り返し、教訓に学ぼうとしなかった大本営の傲慢さを描くと共に、現代の官僚機構や企業体質への警告として描いている。

第3集「エレクトロニクスが戦を制す〜マリアナ・サイパン〜」（1993年2月7日）
- 連合艦隊が大敗し、特攻が始まる契機となったマリアナ沖海戦とサイパン攻防戦を舞台に、レーダー、ヘルキャット戦闘機、VT信管を代表例として、日米の用兵・兵器開発思想を比較。科学技術を結集し防御装備にも重きを置いたアメリカ軍に対して、精神力と正面兵力の攻撃力ばかりを重視して、防御や最新技術を軽視した日本軍の姿を通して、売れる商品の開発に予算・人員を集中する日本企業が、本当に戦争から学んでいるのかを問いかける。

第4集「責任なき戦場 〜ビルマ・インパール〜」（1993年6月13日）
- 太平洋戦争で、最も悲惨な戦いとなったインパール作戦における司令官・牟田口廉也と上官達との行動を軸に、無謀な作戦が強行された実態と、日本軍幹部の無責任体質がもたらした悲劇を描くと共に、責任の所在が曖昧な日本型組織の危うさを問う。

第5集「踏みにじられた南の島 〜レイテ・フィリピン〜」（1993年8月8日）
- マッカーサーのフィリピン・レイテ島上陸と共に、現地住民はアメリカ軍を解放軍として歓迎し、多くの抗日ゲリラが決起した。その姿を軸に、現地の風習を無視し、住民を敵に回してしまった日本の軍政統治の拙劣さと、他国を戦渦に巻き込む事で生じる悲劇を描くと共に、現代日本が他国へ経済進出する際の教訓を問う。

第6集「一億玉砕への道 〜日ソ終戦工作〜」（1993年8月15日）
- 日本はソ連と日ソ中立条約を結び、連合国との仲介役として期待していたが、ソ連はヤルタ会談で米英と密約を結び、最終的には中立条約を破棄して日本に宣戦布告した。その日本政府の思惑と終戦交渉の舞台裏を通して、国際感覚・現実感覚に乏しく、自らの都合でしか物事を考えない政府・軍部の姿を浮き彫りにし、日本人は第二次世界大戦の悲劇を忘れ、戦争を反省したのかを問う。

## スタッフ
- 音楽：式部  - 本作で使用された音楽は、アルバム「漣歌」としてリリースされた。
- 音楽プロデューサー：伊藤圭一
- 撮影：若林茂
- 照明：水野寿夫
- CG：本間由樹子
- 制作：中田整一、小笠原昌夫
- 共同制作：NHKクリエイティブ

## 備考
- 第1集では、戦時中の民間輸送船舶の膨大な航行記録をコンピュータグラフィックス化し、日本本土と占領地域との海運状況を1日単位で表示。1943年（昭和18年）以降、アメリカ軍の通商破壊によって、見る見るうちに船の輸送量が減り、兵站が激減する様子がリアルに描かれている。またアメリカ軍が100隻以上の護衛空母や膨大な護衛艦艇を投入してきたのに対して、大日本帝国海軍が護衛艦艇（海防艦）を1942年（昭和17年）末の時点で僅か10隻前後しか保有していなかった事なども紹介。千葉市美浜区に保存されていた海防艦志賀（1998年解体）や、ベトナム沖の南シナ海に沈むヒ86船団の映像も登場している。
- 第3集では日本側の兵器として、軽防御・強度不足でヘルキャット戦闘機などの一撃離脱戦法に苦戦したゼロ戦や、精度が悪く敵編隊が目視出来る距離まで近づかないと探知出来ないレーダー（電波探信儀）を取りあげている。零戦への防弾装備が将来的に必要とする報告もある一方で、軍令部・技術廠・開発者が、攻撃を優先させる考えとの葛藤の中にあった零戦の欠陥と、それに続く結果を紹介。
- 第4集でおこなわれた、インドとの国境地域のミャンマー領内（インパール作戦の戦場があった）での取材撮影は、世界の放送局としては初めて実現したものであった。また、ミャンマーでの収録時に、現地で保管されていた一式戦闘機の残骸と搭乗員の遺骨に遭遇し、放送終了後に、遺骨の身元が判明し遺族への返還が実現したことが、関連書籍の文庫版や再放送の解説にて紹介されている。
- 第6集では、当時モスクワに赴任していた佐藤尚武駐ソ特命全権大使の日誌を紹介。ナチス・ドイツの劣勢やソ連側の不穏な動き等に危険を感じて、再三にわたり報告し警告を発するものの、東京から外務省の返電は、国際情勢を理解しない的外れな訓令に終始し、それを嘆く様子などが描かれている。また既に大日本帝国の外交暗号がパープル暗号により解読され、内容が連合国側に筒抜けになっており、帝国政府・大本営の現実感覚に欠ける様子を「幻想」と表現するアメリカ側文書も紹介されている。このほか、ソビエト連邦の崩壊に伴ってロシア連邦から情報公開されたばかりの旧ソ連の外交文書から、ソビエト社会主義共和国連邦が1944年（昭和19年）の段階から、終戦後の対応を検討していたことも明らかにされた。

## 映像ソフト
- 2008年8月22日、NHKエンタープライズよりDVD-BOX （全6枚セット）が発売された。

## 関連書籍
- NHK取材班 編『ドキュメント太平洋戦争』シリーズ（角川書店、1993～1994年）

1. 大日本帝国のアキレス腱　ISBN 4-04-522401-7
2. 敵を知らず己を知らず　ISBN 4-04-522402-5
3. エレクトロニクスが戦いを制す　ISBN 4-04-522403-3
4. 責任なき戦場　ISBN 4-04-522404-1
5. 踏みにじられた南の島　ISBN 4-04-522405-X
6. 一億玉砕への道　ISBN 4-04-522406-8

- NHK取材班 編『太平洋戦争 日本の敗因』シリーズ（角川文庫、1995年）　　単行本の改題文庫版

1. 日米開戦 勝算なし　ISBN 4-04-195412-6
2. ガダルカナル 学ばざる軍隊　ISBN 4-04-195413-4
3. 電子兵器「カミカゼ」を制す　ISBN 4-04-195414-2
4. 責任なき戦場 インパール　ISBN 4-04-195415-0
5. レイテに沈んだ大東亜共栄圏　ISBN 4-04-195416-9
6. 外交なき戦争の終末　ISBN 4-04-195417-7